# گوژوپیا (استان لهستان بزرگ‌تر)
گوژوپیا (به لاتین: Gorzupia) یک روستا در لهستان است که در گمینا کروتوشن واقع شده‌است. گوژوپیا ۶۹۵ نفر جمعیت دارد.